# Poppenhausen (Bawaria)
Poppenhausen – miejscowość i gmina w Niemczech, w kraju związkowym Bawaria, w rejencji Dolna Frankonia, w regionie Main-Rhön, w powiecie Schweinfurt. Leży około 8 km na północny zachód od Schweinfurtu, nad rzeką Wern, przy drodze B19, B286 i linii kolejowej Schweinfurt – Bad Kissingen/Eisenach.

## Dzielnice
W skład gminy wchodzą następujące dzielnice: Hain, Kronungen, Kützberg, Maibach, Pfersdorf i Poppenhausen.

## Demografia
- 1987: 3682
- 2000: 4056
- 2003: 4127
- 2004: 4157
- 2005: 4171

## Oświata
(na 1999)

W gminie znajduje się 172 miejsc przedszkolnych (ze 161 dziećmi) oraz szkoła podstawowa (20 nauczycieli, 392  uczniów).